# Znicz (akcja)
Znicz – coroczna akcja organizowana przez policję w okresie Wszystkich Świętych. Zaczyna się ona zwykle w przeddzień Wszystkich Świętych, a kończy dzień po Zaduszkach. Polega ona na wzmożonych patrolach drogówki na drogach wylotowych i trasach koło cmentarzy, kontrolach trzeźwości kierowców oraz na kierowaniu ruchem w okolicach cmentarzy.
W akcji Znicz policji pomaga straż miejska, Żandarmeria Wojskowa oraz harcerze.

## Statystyki akcji "Znicz" na przestrzeni lat
| Rok  | czas trwania akcji (w dniach) | data trwania akcji | Wypadki | Zabici | Ranni | Nietrzeźwi kierowcy | średnia ofiar na dzień |
| ---- | ----------------------------- | ------------------ | ------- | ------ | ----- | ------------------- | ---------------------- |
| 2006 | 6                             | 27.10-01.11        | 893     | 105    | 1200+ | 3000+               | 17,5                   |
| 2007 | 5                             | 31.10-04.11        | 761     | 99     | 942   | 1982                | 19,8                   |
| 2008 | 3                             | 31.10-02.11        | 424     | 41     | 533   | 1416                | 13,66                  |
| 2009 | 3                             | 30.10-01.11        | 288     | 33     | 374   | 1217                | 11                     |
| 2010 | 4                             | 29.10-01.11        | 407     | 39     | 532   | 1880                | 9,75                   |
| 2011 | 5                             | (28.11-01.11)      | 464     | 51     | 592   | 2128                | 10,2                   |
| 2012 | 5                             | 31.10-04.11        | 428     | 36     | 557   | 1837                | 7,2                    |
| 2013 | 4                             | 31.10-03.11        | 338     | 38     | 410   | 1298                | 9,5                    |
| 2014 | 4                             | 31.10-03.11        | 196     | 20     | 252   | 910                 | 5                      |
| 2015 | 4                             | 30.10-02.11        | 294     | 36     | 340   | 1337                | 9                      |
| 2016 | 6                             | 28.10-02.11        | 534     | 49     | 654   | 1363                | 8,17                   |
| 2017 | 7                             | 27.10-02.11        | 609     | 53     | 719   | 1821                | 7,57                   |
| 2018 | 5                             | 31.10-04.11        | 408     | 50     | 502   | 1299                | 10                     |
| 2019 | 4                             | 31.10 - 03.11      | 268     | 25     | 346   | 927                 | 6,25                   |
| 2020 | 5                             | 31.10-04.11        | 260     | 29     | 273   | 911                 | 5,8                    |
| 2021 | 5                             | 29.10 - 02.11      | 279     | 26     | 437   | 1322                | 5,2                    |
| 2022 | 6                             | 28.10-02.11        | 335     | 31     | 373   | 1911                | 6,2                    |
| 2023 | 3                             | 31.10-02.11        | 173     | 11     | 191   | 708                 | 3,66                   |
| 2024 | 5                             | 31.10-04.11        | 281     | 16     | 322   | 1388                | 3,2                    |